# Jens Klackenberg
Jens Klackenberg (1951) es un botánico sueco. Recibió su doctorado en 1985 en la Universidad de Estocolmo. Es profesor de botánica en esa Universidad, y desarrolla actividades científicas en su Departamento de Botánica.

## Algunas publicaciones
- jens Klackenberg. 2000a. Two new species of Secamone (Apocynaceae, Secamoneae) from Madagascar. Novon 10: 215-219
- ----------------------. 2000b. Calyptranthera schatziana (Apocynaceae s.l., Secamoneae), a new species from Madagascar. Adansonia, ser. 3, 22: 33-37
- ----------------------. 2000c. Secamone brevicoronata and S. pedicellaris (Apocynaceae), two new species from Madagascar. Willdenowia 30: 45-51
- ----------------------. 2000d. Novelties in Secamone (Apocynaceae s.l., Secamonoideae) from western Madagascar. Candollea 55: 75-85
- ----------------------. 2001a. Revision of the genus Cryptostegia R. Br. (Apocynaceae, Periplocoideae). Adansonia, sér. 3, 23: 205-218
- ----------------------. 2001b. Notes on Secamonoideae (Apocynaceae) in Africa. Adansonia, sér. 3, 23: 317-335
- lena Struwe, joachim w. Kadereit, jens Klackenberg, siwert Nilsson, mike Thiv, klaus Bernhard von Hagen, victor a. Albert. 2002. Systematics, character evolution, and biogeography of Gentianaceae, including a new tribal and subtribal classification., pp. 21-309, en: Lena Struwe & Victor A. Albert (Herausgeber), Gentianaceae: Systematics and Natural History, Cambridge University Press, Cambridge[2]
- livia Wanntorp, jens Klackenberg. 2006. Gunnera Morae (Gunneraceae), a new species from Colombia. Caldasia 28 (2 ): 221-225 en línea
- renaud Lahaye, jens Klackenberg, mari Källersjö, elise van Campo, laure Civeyrel. 2007. Phylogenetic relationships between derived Apocynaceae s.l. and within Secamonoideae based on chloroplast sequences, en: Ann. of the Missouri Botanical Garden 94: 376–391. doi [376:PRBDAS2.0.CO;2 10.3417/0026-6493(2007)94[376:PRBDAS]2.0.CO;2]

### Libros
- jens Klackenberg. 1985. The Genus Exacum (Gentianaceae). ISSN 0078-5237 Ed. Council for Nordic Publication in Botany, 144 pp. ISBN 8788702138, ISBN 9788788702132[3]
- ----------------------. 1992. Taxonomy of Secamone S. Lat. (Asclepiadaceae) in the Madagascar Region. Opera botanica 112. Ed. Council for Nordic Publications in Botany, 127 pp.
- einar Timdal, gunnar Seidenfaden, jens Klackenberg. 1992. The Orchids of Indochina. Opera botanica, ISSN 0107-055X. Ed. Council for Nordic Publications in Botany, 137 pp. ISBN 8788702618, ISBN 9788788702613

## Eponimia
- (Gentianaceae) Klackenbergia Kissling[4]